# Jeenathan Williams
Jeenathan Lewis "Nate" Williams Jr. , né le 12 février 1999 à Sag Harbor dans l'État de New York, est un joueur professionnel américain de basket-ball jouant au poste d'arrière et mesurant 1,95 m.

## Carrière junior

### Au lycée
Jeenathan Williams joue au basket-ball pour l’University Prep Charter School for Young Men à Rochester, New York. En tant que junior, il réalise en moyenne 22 points, 7 rebonds et 5 passes décisives par match et est nommé dans la cinquième équipe de classe AA. Pour sa saison senior, Williams rejoint Prolific Prep à Napa, en Californie, où il réalise en moyenne 15,8 points par match. Il concourt pour les City Rocks sur le circuit de l’Amateur Athletic Union aux côtés d’Isaiah Stewart et Buddy Boeheim. Recrue quatre étoiles, Williams s’engage à jouer au basket-ball universitaire pour Buffalo plutôt qu’avec Syracuse, Virginia, Pittsburgh, Temple et St. Bonaventure. Il devient ainsi la recrue la mieux notée de l'histoire de l'université de Buffalo.

### À l'université
Jeenathan Williams joue pour les Bulls de Buffalo en NCAA.
En première année à Buffalo, Williams réussit en moyenne 3,2 points et 1,7 rebond par match. Au cours de sa deuxième saison, il devient titulaire et réussit moyenne 11,6 points et 4,7 rebonds par match. Après la saison, il travaille sur sa gestion de balle et de tir avec des entraîneurs en Floride et en Californie. Le 27 novembre 2020, Williams inscrit 28 points et 12 rebonds dans une victoire 74 à 65 contre les Tigers de Towson. En tant que junior, il réalise en moyenne 17,6 points, 6,8 rebonds et 2,4 passes décisives par match, ce qui lui vaut les honneurs de la deuxième équipe de la Conférence interaméricaine (MAC). Williams se déclare candidat à la draft 2021 de la NBA avant de se retirer et de retourner à Buffalo,. Lors de ses débuts en saison senior le 10 novembre 2021, il réussit son record en carrière avec 32 points et prend huit rebonds dans une défaite 88–76 contre les Wolverines du Michigan. Williams est nommé dans la First Team All-MAC. En mars 2022, il se déclare candidat à la draft 2022 de la NBA.

## Carrière professionnelle
Jeenathan Williams n'est pas drafté en NBA en 2022.

### Stars de Salt Lake City (2022-2023)
En juin 2022, il se met d'accord avec le Jazz de l'Utah pour un contrat non garanti d'une saison. Le 11 octobre 2022, ce contrat est officialisé par la franchise de l'Utah. Il participe à la NBA Summer League 2022 avec le Jazz. Il n'est pas retenu dans l'effectif du Jazz avant le début de la saison et rejoint le camp d'entraînement des Stars de Salt Lake City, l'équipe de NBA Gatorade League affilié au Jazz. En novembre 2022, il est retenu dans l'effectif des Stars pour la saison 2022-2023 de G-League.

### Trail Blazers de Portland (avril 2023-2023)
Début avril 2023, il signe un contrat de deux ans avec les Trail Blazers de Portland. Il dispute son premier match NBA le 2 avril 2023 face aux Timberwolves du Minnesota en inscrivant 7 points et 5 rebonds en 13 minutes. Le 7 avril 2023, il commence le match face au Spurs de San Antonio en tant que titulaire, jouant 32 minutes et rendant une feuille statistique avec 16 points, 5 rebonds et 4 passes décisives. Le 28 juillet 2023, il est coupé par Portland.

### Rockets de Houston (2023-2025)
Le 2 août 2023, il signe un contrat d'une saison avec les Rockets de Houston. Il signe un contrat two-way en octobre 2023. Il commenve la saison 2023-2024 avec les Rockets le 26 octobre 2023, lors du premier match de la saison régulière face au Magic d'Orlando, en jouant un peu moins de 5 minutes en sortie de banc et en inscrivant 4 points. Durant toute la saison, il alterne entre la NBA et la G-League, disputant 22 matchs de NBA pour des moyennes par match de 2,9 points et 1 rebond.
En juillet 2024, il re signe un two way contract avec les Rockets. Début mars 2025, son contrat two-way est converti en un contrat standard. Il est coupé en juillet 2025.

## Statistiques

### En universitaire
Les statistiques de Jeenathan Williams en matchs universitaires sont les suivantes :
| Saison    | Équipe   | Matchs | Titul. | Min./m | % tir | % 3pts | % LF | Rbds./m. | Pass/m. | Int/m. | Ctr/m. | Pts/m. |
| --------- | -------- | ------ | ------ | ------ | ----- | ------ | ---- | -------- | ------- | ------ | ------ | ------ |
| 2018-2019 | Buffalo  | 36     | 0      | 9,1    | 35,8  | 10,6   | 61,1 | 1,7      | 0,2     | 0,2    | 0,2    | 3,2    |
| 2019-2020 | Buffalo  | 32     | 31     | 25,7   | 45,5  | 31,8   | 70,8 | 4,7      | 1,2     | 0,8    | 0,7    | 11,6   |
| 2020-2021 | Buffalo  | 25     | 24     | 30,8   | 48,6  | 38,6   | 70,8 | 6,8      | 2,4     | 1,1    | 0,4    | 17,6   |
| 2021-2022 | Buffalo  | 29     | 29     | 32,6   | 49,0  | 45,1   | 69,0 | 5,0      | 2,9     | 1,4    | 0,8    | 19,1   |
| Carrière  | Carrière | 122    | 84     | 23,5   | 46,7  | 35,5   | 68,8 | 4,3      | 1,6     | 0,8    | 0,5    | 12,1   |

### En club

#### En NBA Gatorade League
Les statistiques de Jeenathan Williams en matchs de saison régulière de G-League sont les suivantes :
| Saison    | Équipe         | Matchs | Titul. | Min./m | % tir | % 3pts | % LF | Rbds./m. | Pass/m. | Int/m. | Ctr/m. | Pts/m. |
| --------- | -------------- | ------ | ------ | ------ | ----- | ------ | ---- | -------- | ------- | ------ | ------ | ------ |
| 2022-2023 | Salt Lake City | 32     | 28     | 29,8   | 52,3  | 42,0   | 84,8 | 4,5      | 2,2     | 0,8    | 0,8    | 14,4   |
| Carrière  | Carrière       | 32     | 28     | 29,8   | 52,3  | 42,0   | 84,8 | 4,5      | 2,2     | 0,8    | 0,8    | 14,4   |

#### En NBA
Les statistiques de Jeenathan Williams en matchs de saison régulière de NBA sont les suivantes :
| Saison    | Équipe   | Matchs | Titul. | Min./m | % tir | % 3pts | % LF | Rbds./m. | Pass/m. | Int/m. | Ctr/m. | Pts/m. |
| --------- | -------- | ------ | ------ | ------ | ----- | ------ | ---- | -------- | ------- | ------ | ------ | ------ |
| 2022-2023 | Portland | 5      | 4      | 25,4   | 61,5  | 37,5   | 66,7 | 3,0      | 2,0     | 0,6    | 0,4    | 10,6   |
| 2023-2024 | Houston  | 22     | 0      | 5,9    | 54,0  | 40,0   | 53,8 | 1,0      | 0,3     | 0,2    | 0,0    | 2,9    |
| Carrière  | Carrière | 27     | 4      | 9,5    | 57,3  | 38,5   | 56,3 | 1,4      | 0,6     | 0,3    | 0,1    | 4,3    |